# Phyllodactylus inaequalis
Phyllodactylus inaequalis este o specie de șopârle din genul Phyllodactylus, familia Gekkonidae, descrisă de Cope 1876. A fost clasificată de IUCN ca specie cu risc scăzut. Conform Catalogue of Life specia Phyllodactylus inaequalis nu are subspecii cunoscute.